# Un triomphe romain
Un triomphe romain est un tableau du peintre flamand Pierre Paul Rubens réalisé vers 1630. Cette huile sur toile représente un triomphe romain impliquant de nombreux animaux, parmi lesquels des éléphants. Elle s'inspire fortement des Triomphes de César, par Andrea Mantegna, que l'artiste a vus à Mantoue, en Italie. Elle est conservée à la National Gallery, à Londres, au Royaume-Uni.

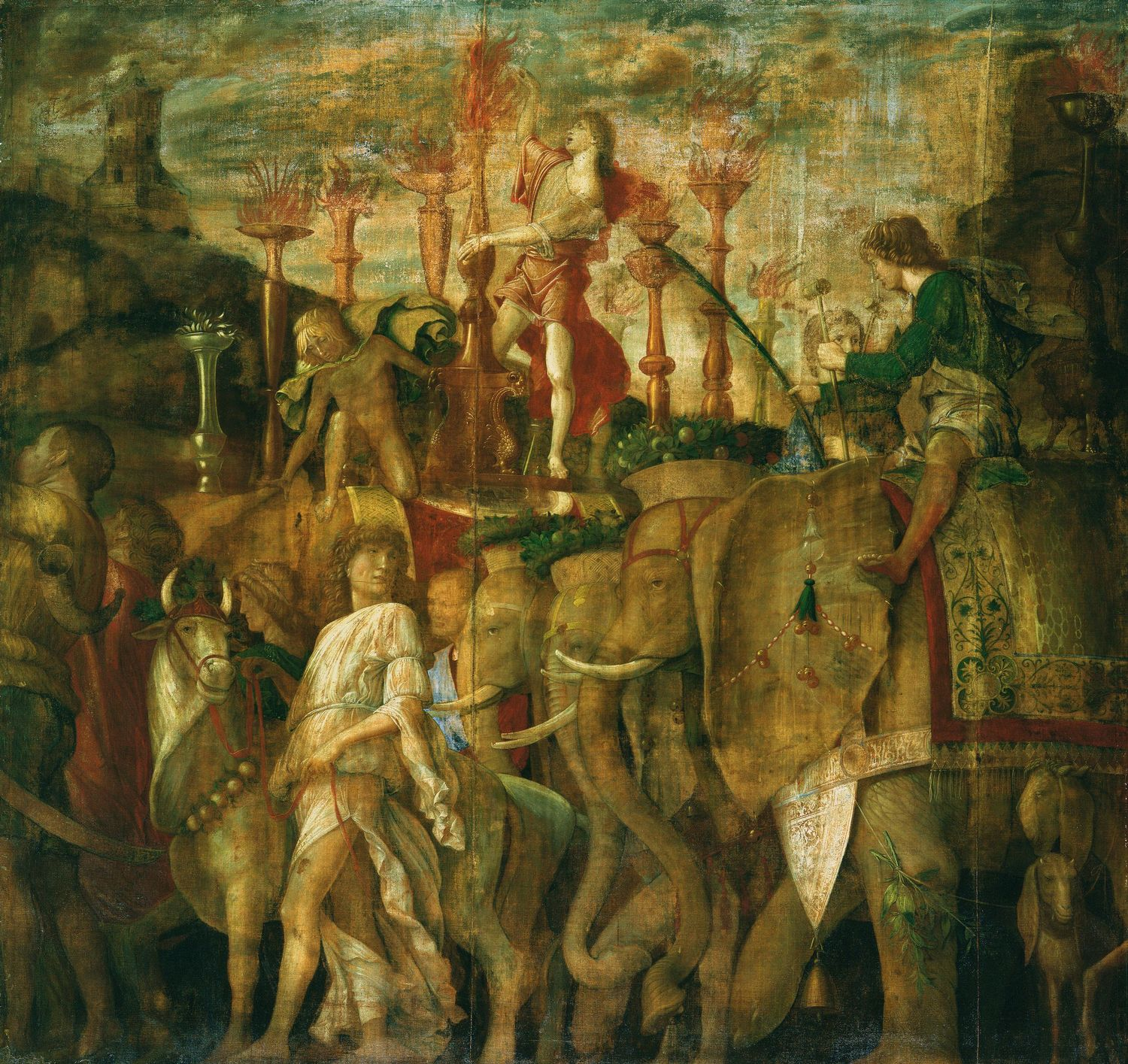
L'un des tableaux du cycle des Triomphes de César, par Andrea Mantegna.